# Município de Washington (condado de Miami, Ohio)
O município de Washington (em inglês: Washington Township) é um município localizado no condado de Miami no estado estadounidense de Ohio. No ano de 2010 tinha uma população de 1.576 habitantes e uma densidade populacional de 26,94 pessoas por km².

## Geografia
O município de Washington encontra-se localizado nas coordenadas 40° 07′ 10″ N, 84° 17′ 22″ O. Segundo o Departamento do Censo dos Estados Unidos, o município tem uma superfície total de 58.51 km², da qual 58.07 km² correspondem a terra firme e (0.75%) 0.44 km² é água.

## Demografia
Segundo o censo de 2010, tinha 1.576 habitantes residindo no município de Washington. A densidade populacional era de 26,94 hab./km². Dos 1.576 habitantes, o município de Washington estava composto pelo 96.89% brancos, o 0.76% eram afroamericanos, o 0.06% eram amerindios, o 1.02% eram asiáticos, o 0.06% eram insulares do Pacífico, o 0.25% eram de outras raças e o 0.95% pertenciam a duas ou mais raças. Do total da população o 0.44% eram hispanos ou latinos de qualquer raça.